# Turlough Hill
Turlough Hill är en kulle i republiken Irland.   Den ligger i grevskapet An Clár och provinsen Munster, i den centrala delen av landet, 190 km väster om huvudstaden Dublin. Toppen på Turlough Hill är 274 meter över havet, eller 65 meter över den omgivande terrängen. Bredden vid basen är 1,4 km.
Terrängen runt Turlough Hill är kuperad åt sydväst, men åt nordost är den platt.Runt Turlough Hill är det mycket glesbefolkat, med 6 invånare per kvadratkilometer. Närmaste större samhälle är Galway, 18,2 km norr om Turlough Hill. Trakten runt Turlough Hill består i huvudsak av gräsmarker.